# دنیس بیلی (بازیکن فوتبال، زاده ۱۹۳۵)
دنیس بیلی (انگلیسی: Dennis Bailey; ۲۴ سپتامبر ۱۹۳۵) بازیکن فوتبال اهل بریتانیا بود.
از باشگاه‌هایی که در آن بازی کرده‌است می‌توان به باشگاه فوتبال بولتون واندررز و باشگاه فوتبال پورت ویل اشاره کرد.